# Iubit
Un iubit sau prieten este un bărbat care are o relație de prietenie sau cunoștință cu vorbitorul, adesea referindu-se la un companion masculin cu care o persoană este implicată platonic, romantic sau sexual. Termenul analog pentru femei este „iubită” sau „prietenă”.

## Domeniul de aplicare

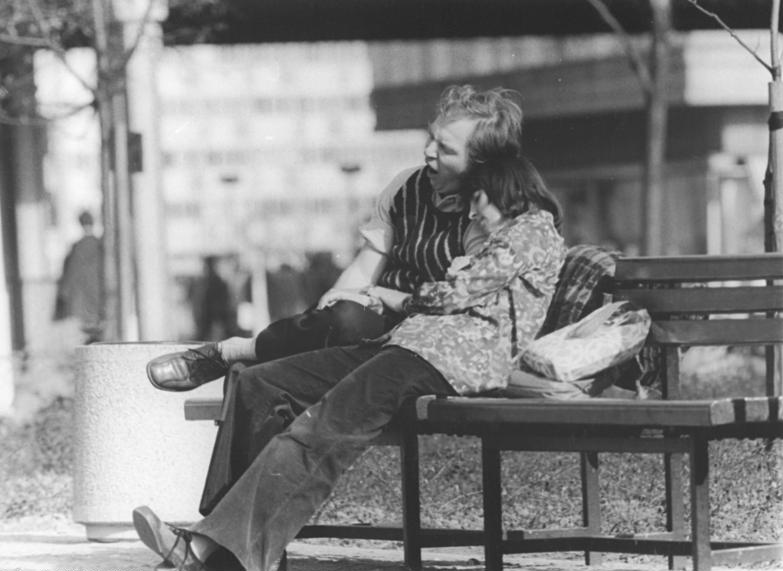
O femeie cu iubitul ei la în martie 1975

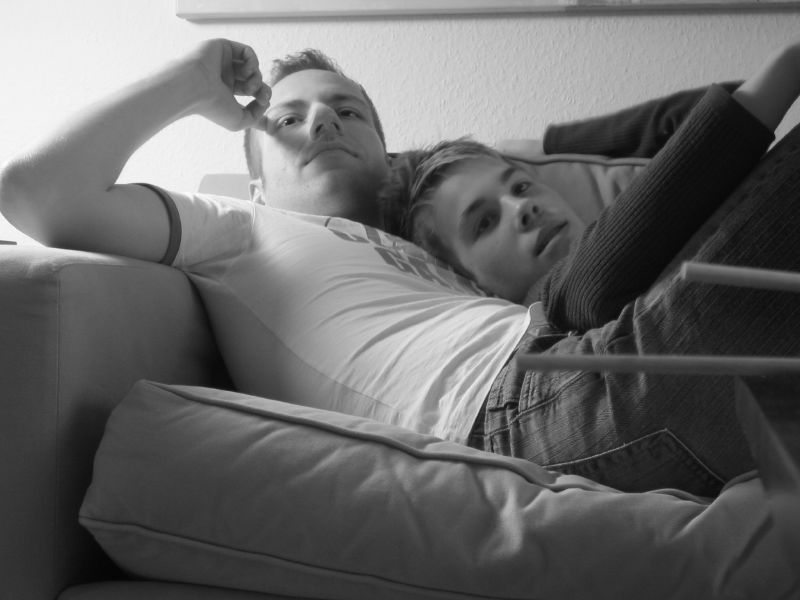
Un bărbat cu iubitul său

Partenerii în relații necăsătorite angajate sunt, de asemenea, uneori descriși ca parteneri semnificativi sau parteneri, în special dacă persoanele coabitează. Un studiu realizat în 2005 pe 115 persoane cu vârste cuprinse între 21 și 35 de ani, care trăiau sau au trăit cu un partener romantic, a observat că lipsa termenilor adecvați poate duce la situații stânjenitoare, cum ar fi o persoană supărată că nu a fost prezentată în contexte sociale pentru a evita întrebările legate de relație.

## Istoria cuvintelor
Cuvântul dating a intrat în limbajul american în timpul anilor '20. Înainte de aceasta, curtarea era o chestiune de interes familial și comunitar. Începând cu perioada Războiului Civil American, curtarea a devenit o chestiune privată pentru cupluri. La începutul și mijlocul secolului al XIX-lea în SUA, femeile erau adesea vizitate de „gentleman callers”, bărbați singuri care veneau la casa unei tinere cu speranța de a începe o curtare. Era „gentleman caller” s-a încheiat la începutul secolului al XX-lea, iar conceptul modern de dating a început să se dezvolte.
În literatură, termenul este discutat în lucrarea lui Neil Bartlett din 1988, Who Was That Man? A Present for Mr Oscar Wilde. La paginile 108–110, Bartlett citează un număr din The Artist and Journal of Home Culture, care se referă la Alectryon ca la „un iubit al lui Marte”.

## Sinonime
- Un bărbat mai în vârstă poate fi denumit sugar daddy (tătic), referindu-se la un bărbat înstărit care sprijină financiar sau cheltuiește generos pentru o amantă, o prietenă sau un prieten.[8]
- În cultura populară și în argou, se folosește și acronimul bf (de la „boyfriend”).[9]
- Termenul leman, un cuvânt arhaic pentru „iubit” sau „amant”, provine din engleza medievală leofman (c. 1205), derivat din engleza veche leof (cognat cu olandezul lief și germanul lieb, amândouă având sensul de „drag”) + „man” (ființă umană). Acest termen era inițial aplicat oricărui gen, dar de obicei se referea la amantă.[10]
- Termenul young man (tânăr) a fost folosit în anumite perioade cu o conotație similară. De exemplu, în filmul din 1945 „My Name Is Julia Ross”, protagonista feminină este întrebată dacă are „un bărbat tânăr”,[11]  iar în filmele ulterioare o întrebare similară s-ar fi referit la „un prieten”.